# L'Assaut (Stargate)
Pour les articles homonymes, voir L'Assaut.
L'assaut est un double épisode regroupant L'assaut, 1re partie, L'assaut, 2e partie et suivi de Main mise, soit les dix-neuvième et vingtième épisodes de la première saison de la série télévisée Stargate Universe.

## Résumé

### Première partie
Young explique la situation à l'équipage. La salle de la porte est verrouillée et tous les couloirs alentour sont mis sous bonne garde. Les civils sont sommés de rester dans leurs quartiers si l'invasion a bien lieu. Le Système de défense terrien est informé de la localisation de la base de l'Alliance Luxienne et avec un peu de chance, celle-ci sera capturée avant l'invasion. Dans le cas contraire, ils devront se débrouiller seuls, mais Young assure que l'équipe fera cela le plus rapidement possible.
Wray s'oppose à Young sur le fait que d'un seul coup il fasse confiance à Telford, mais il l'envoie promener. Dans le couloir, Scott insiste sur le fait qu'il aurait dû être mis au courant que tuer puis ranimer Telford annihilerait le lavage de cerveau, mais Young lui répond qu'il n'a pas besoin de donner une explication à tous les ordres qu'il donne. Il rend visite à Telford dans l'infirmerie et ils se réconcilient étant donné que le lavage de cerveau était à l'origine des désaccords de Telford. Telford demande à Young de couper les pierres de communication afin qu'il puisse apporter son aide de l'autre côté mais Young veut d'abord qu'il récupère.
Young parle ensuite à Tamara Johansen, lui demandant de rester en retrait dans le cas où l'Alliance passerait la salle de la Porte. Elle sera indispensable pour s'occuper des blessés. Il explique qu'il s'apprête à couper la ventilation dans la salle au moment où l'Alliance arrivera. Rush se réveille dans le corps de Telford avec une entaille dans sa main gauche. Kiva voulait s'assurer qu'il ne simulait pas son expérience pré-mortem.
Samantha Carter arrive près de la planète à bord du George Hammond. Le complexe est doté d'un bouclier anti-téléportation. Elle ordonne alors le déploiement d'un escadron de F-302 pour un assaut au sol.
Au début de l'attaque, Kiva veut savoir s'ils peuvent appeler le Destinée. Rush confirme qu'il peut le faire, mais que cela va détruire la planète. Kiva lui ordonne de le faire.
À bord du Destinée Eli Wallace regarde la vidéo de Daniel Jackson décrivant l'Alliance Luxienne. Chloe Armstrong le rejoint dans ses quartiers. Eli dit qu'il essaye de trouver quelque chose qui peut aider.
Au moment où le 9e chevron se verrouille, le Destinée sort de VSL pour prendre en compte l'appel. Eli observe sur la console la Porte des étoiles s'activer. Chloe est surprise de la rapidité. Le groupe de Kiva évacue par la Porte des étoiles avec Rush dans leur sillage. Ils arrivent à bord du Destinée. Eli avertit Young qui est déjà au courant. Young ordonne au personnel concerné de se rendre dans les zones désignées et aux forces de défense de se tenir prêtes. Au moment où les forces de l'Alliance arrivent, Young s'apprête à évacuer l'atmosphère de la pièce mais il hésite au moment où il s'aperçoit que Rush fait partie du groupe.
Young décide de tenter une approche diplomatique. Le lien de la pierre de communication est rompu par leur voyage par la porte ce qui fait que c'est Telford qui se retrouve dans la salle de la Porte. Carter est obligée de quitter la planète avant qu'elle n'explose; deux F-302 sont perdus. Croyant que c'est Rush, Kiva demande pourquoi la porte s'est désactivée. Elle tient en joue Telford et lui reproche la mort d'une centaine de ses hommes. Telford lui donne alors le nom de son père, Nasim, comme preuve de son identité et elle baisse son arme.
Par l'intercom, Young informe les forces de l'Alliance qu'ils sont encerclés et bloqués et qu'il peut enlever l'atmosphère à tout moment. Il leur demande de baisser leurs armes. Kiva a la confirmation de Telford qu'il peut le faire. Alors ses hommes sortent des appareils capables de faire sauter les verrous.
Les forces de l'Alliance sortent de la pièce et commencent leur assaut. Rush accourt vers la salle de contrôle suivi de T.J. Hunter Riley est légèrement blessé à la tête. Eli et Chloe, restés dans la salle du Kino, sont obligés d'utiliser un ascenseur pour échapper à l'attaque, atterrissant dans une autre partie du vaisseau. Chloe est blessée par une balle dans la cuisse. Eli prend sa ceinture pour stopper l'hémorragie. Chloe s'évanouit. Durant l'attaque, quatre officiers de l'Alliance sont capturés par l'équipage du Destinée tandis que dix membres du Destinée sont pris par l'Alliance dont TJ, Riley et Rivers. Kiva se présente et précise qu'elle n'accepte pas la sommation de Young.
Depuis le George Hammond le colonel Carter fait son rapport au général O'Neill au Pentagone, signifiant la perte des deux F-302 et le fait que Rush est resté sur la planète. Carter demande si l'Alliance est arrivée à bord du Destinée, ce qu'O'Neill ne sait pas encore. Les prisonniers sont désarmés. Kiva, voyant le kino utilisé pour les espionner dans la salle de la Porte tire dessus pour le neutraliser.
Dans la salle de contrôle, Rush demande pourquoi Young n'a pas vidé l'atmosphère du compartiment aussitôt. Dale Volker dit que c'était pour sauver Rush, mais Rush affirme qu'ils ont permuté aussitôt qu'il est passé par la Porte. Young demande un plan de la situation. L'Alliance a pris la salle de la Porte ainsi que les couloirs environnants. Ils ne se sont pas trop éparpillés afin de ne pas s'exposer mais avec leur technologie, aucune serrure d'écoutille ne les arrêtera. Dans le cas où l'équipe du Destinée tenterait de les entourer, ils tueraient les otages qui sont regroupés au même endroit.
Scott arrive et dit qu'il manque douze personnes à l'appel notamment Riley, T.J, Eli et Chloe. Eli essaye de déverrouiller l'ascenseur sans succès. Chloe se réveille et demande où ils se trouvent. Eli dit qu'il n'en sait rien, ayant entré une destination au hasard. Ils ne peuvent pas revenir car Rush avait ordonné de verrouiller les ascenseurs. Ils doivent alors revenir à pied. Comme Chloe ne peut pas marcher elle-même, Eli la soutient.
Kiva appelle Young à la radio, l'informant qu'elle n'a pas l'intention de se rendre. Elle dit vouloir la même chose que l'équipage du Destinée, et promet de leur permettre de rester à bord ou de débarquer sur une planète habitable s'il se rendent. Young répond qu'il peut toujours évacuer l'atmosphère dans la zone de Kiva. Kiva dit qu'il l'aurait déjà fait depuis longtemps s'il en avait le cran mais Young dit qu'il peut toujours le faire.
Camille est escortée par Ronald Greer. Elle veut négocier étant donné que la situation ne peut plus être résolue rapidement et croit qu'elle doit engager les pourparlers.
Pendant ce temps, Kiva décide d'exécuter TJ, Riley et Rivers pour montrer sa détermination, mais Telford l'en empêche, disant qu'elle forcerait la réaction de Young. Il propose à la place un autre plan qui leur permettrait de contourner le blocus et d'arriver dans la salle de l'interface de contrôle en passant par un mur dans une des sections endommagées. Kiva l'envoie pour accomplir la mission, le menaçant de tuer les otages s'il échoue. Telford demande d'épargner TJ disant qu'il s'agit d'une infirmière.
Camille appelle Kiva à la radio et lui dit qu'ils ne vont pas renoncer au contrôle du vaisseau mais propose un échange d'otages, quatre contre quatre, permettant à Kiva de récupérer ses hommes sans pour autant sacrifier tous les otages. Kiva dit qu'elle va étudier la proposition. Cela fait gagner du temps à Young pour échafauder un plan. Une fois la conversation terminée, Rush dit que la situation n'a qu'une seule issue possible. Les membres de l'Alliance ne lâcheront jamais leurs otages et tôt ou tard, ils devront être sacrifiés pour résoudre la situation. Young, cependant, maintient qu'il peut tous les sauver. Étant donné que Telford se trouve au sein des forces de l'Alliance, ils pourront les prendre par surprise. Rush demande alors s'ils doivent faire confiance à un traitre au point de mettre entre ses mains le vaisseau et la vie de l'équipage dans son entier.
Eli et Chloe trouvent une fenêtre, voyant que l'ascenseur les a emmenés près de l'arc du vaisseau. Chloe remarque que l'air semble manquer. Eli confirme que le système de recyclage d'air ne fonctionne pas dans cette section car il l'a arrêté sur ordre de Rush. La section est pressurisée mais l'air n'est pas recyclé. Chloe s'effondre quand elle essaye d'avancer, ne tenant plus sur sa jambe. Eli la porte alors dans ses bras.
Kiva demande à TJ de soigner Varro, son lieutenant qui a été blessé. TJ lui dit que la blessure est sérieuse. Young rapporte la situation au général O'Neill en utilisant les pierres de communication et en prenant le corps de Miyers. O'Neill lui reproche d'avoir hésité, disant que la situation aurait déjà été réglée. Il compare cela en parlant de l'obligation d'abandon des deux F-302 par Carter lors de l'attaque de la planète et dit à Young que s'il ne peut pas résoudre la situation, il peut avoir quelqu'un qui peut remplacer Young pour le faire. Young assure à O'Neill qu'il ne laissera pas le vaisseau tomber entre les mains de l'Alliance.
Après avoir découpé un mur avec un chalumeau, Telford dirige son groupe dans le vaisseau. Il s'arrête pour activer un panneau pour vérifier sa position, alertant Young de ses intentions. Dans la salle de contrôle, Rush s'aperçoit que l'écran du compte-à-rebours de saut est vierge et qu'ils auraient dû passer en VSL presque immédiatement.
Eli et Chloe trouvent enfin un compartiment pressurisé et ventilé. L'équipe de Telford arrive au pied de l'une des portes scellées et un officier de l'Alliance se prépare à l'ouvrir. Cependant, avant qu'il ne puisse enclencher l'appareil, un bouclier couvrant un brèche dans la coque commence à irradier d'une lumière bleue intense. L'homme se consume instantanément. L'alimentation du vaisseau fluctue aussitôt.
Quand tout revient dans l'ordre, Telford ouvre la porte et demande si Young est responsable. Young dit que non et les deux décident d'attendre une autre opportunité pour stopper les forces de l'Alliance. Telford demande une radio et dit à Young de passer sur le canal six s'il entend trois clics. Il verrouille la porte et revient sur ses pas.
Ailleurs, Eli commence à être fatigué de porter Chloe, bien qu'il l'assure que tout va bien. Il prétend avoir grimpé une montagne une fois, mais il admet plus tard qu'il l'a fait dans le jeu vidéo World of Warcraft. Ils décident de se reposer. Chloé se demande pourquoi personne ne les cherche et si l'invasion a été arrêtée. Eli plaisante en parlant des choses qui doivent d'abord arriver comme une fête de célébration. Chloe se sent fatiguée. Eli lui explique qu'elle perd toujours du sang. Il la rassure en disant qu'il va prendre soin d'elle.
Kiva reproche à Young la mort de son soldat. Young lui répond qu'il n'est pas responsable et qu'il s'agit d'une circonstance aléatoire. Comme preuve de bonne foi, elle réclame du matériel médical. Camille voit cela comme un geste sans conséquence mais Rush pense autrement : à un moment, les officiers de l'Alliance vont tout faire pour arriver à leur fins et les otages mourront certainement. Young est d'accord avec Rush et prévoit de mettre fin à la situation immédiatement.

### Deuxième partie
Le colonel Everett Young appelle Kiva par radio et lui indique qu'il a les approvisionnements médicaux qu’elle a demandés, mais exige une réunion en tête à tête pour l'échange. Ronald Greer prétant être un médecin, afin de l’échanger contre Tamara Johansen. Matthew Scott mène une équipe d'assaut qui envahira sur commande. Lorsque les deux côtés se réunissent, Kiva commande à T.J de vérifier les approvisionnements. Une panne de courant inopinée met les deux côtés en alerte, et Greer pointe son pistolet sur Kiva. Young dit à T.J de revenir vers lui, mais Kiva menace de tirer sur T.J si elle ne revient pas, et avertit que les otages seront tués si elle-même ne revient pas. TJ se plie à la demande de Kiva, et son groupe bat en retraite vers la salle de porte. Yong ordonne à Greer ne pas faire feu sur Kiva. Dans la surprise de la coupure de courant, Kiva tue un des marines, Rivers, et dit à T.J d'annoncer la nouvelle à Young.
Autre part dans le vaisseau, Chloe Armstrong et Eli Wallace se reposent toujours dans un couloir. Eli indique à Chloe de ne pas s’endormir parce que cela est dangereux pour elle dans son état. Eli ajoute qu'il s'ennuie également. Chloe réfléchit à propos de ce qui sera fait avec les prisonniers. Eli pense qu’ils seront abandonnés sur un monde habitable. Chloe espère que chacun va bien.
Young retourne à la salle de commande pour découvrir pourquoi la puissance du vaisseau a baissé. L'équipe scientifique ne le sait pas, et Young exige qu'ils réparent. En se calmant, il leur dit que Rivers est mort. Rush dit durement que quelqu'un allait mourir, alors Young essaie de l’attraper pour le battre, mais Adam Brody et Dale Volker le retiennent, alors que Rush continue à dire que le désir de Young est de sauver TJ, ce qui a tué Rivers. Young ordonne en colère de réparer le vaisseau. Un soldat de l’Alliance luxienne appelé Koz est envoyé vers T.J pour l’aider à soigner Varro. En attendant, dans le mess, Camile Wray suggère à Young que chacun peut être sauvé s'ils se rendent simplement, mais il est contre cette ligne de conduite, Kiva les tueraient lorsqu’elle aurait le contrôle total du vaisseau. Kiva dit par radio à Young qu’elle souhaite parler à Wray. Elle demande pourquoi Wray a permis de l'attirer dans un guet-apens. Wray dit qu’elle a été outrepassée. Elle est avertie que Kiva tuera encore s'ils essayent de refaire le même genre de chose. Elle décide de rétablir leur marché originel : l'échange de quatre otages contre quatre prisonniers. Cependant, elle veut également des approvisionnements en nourriture et en eau pour trois jours. Wray y consent à condition que les otages en profitent aussi.
L’énergie du vaisseau faiblit encore, Young entre dans la salle d'interface de commande afin de voir s'ils ont trouvé une réponse, ce qu’ils ont fait. L'équipe scientifique lui montre un balayage d'un pulsar binaire voisin : une étoile à neutron tourne autour d’une naine blanche dans l’espace. Il émet des radiations élevées de rayons gamma et de rayons X. De plus, le système crée un disque de radiation, à chaque révolution de son orbite toutes les 46 minutes, 37,4 secondes, créant un disque de radiation plus grand encore à chaque fois. Les pannes de courant sont provoquées par le Destinée qui détourne de la puissance pour les boucliers du haut du vaisseau. Mais bientôt, les boucliers lâcheront et tous mourront. Pour une raison inconnue, la VSL ne s’enclenchera pas, et ils ne pourront pas partir à moins que le problème ne soit résolu.
Wray retransmet ces informations à Kiva, expliquant qu'après encore deux vagues de radiations, les gens commenceront à mourir. Kiva insiste pour faire l'échange d'abord, traitant ce problème ensuite. Telford est envoyé pour surveiller TJ et Varro. TJ a presque fini de soigner Varro, ayant presque cousu sa blessure, mais se plaint que les variations de puissance du vaisseau la ralentissent. Telford lui explique pour les vagues de radiations et la laisse à son travail. TJ perd soudainement son équilibre et est aidée par Koz, elle lui dit qu'elle va bien et qu'elle a fini avec Varro. Elle demande à Kiva la permission de soigner les otages blessés. Celle-ci approuve.
Une fois que la nourriture est rassemblée, Wray se prépare à négocier avec Kiva. Elle rejette l'offre d'un gilet pare-balles, voulant prouver qu'elle est digne de confiance. Greer demande si Young est sûr de cette idée, mais celui-ci répond qu’il n'est pas. Young souhaite bonne chance à Wray, espérant qu’elle fasse une meilleure impression que lui. Pendant l'échange, Kiva amène seulement deux otages civils et un officier militaire, car il n'y a pas d'autre civils. Quand Wray indique que l'accord concernait quatre personnes, Kiva dit que ce sont les deux seuls civils qu'elle a. Wray demande TJ, mais Kiva refuse de la rendre. Au lieu de cela, elle fait traîner le cadavre de Rivers. Wray essaye de soutenir qu'ils devraient travailler ensemble, mais Kiva refuse de changer de position. Une fois que Kiva est partie, Wray demande à Brody d’ouvrir la porte pour faire entrer Scott. Elle dit à Scott que Kiva n'a plus d'otages civils, ce qui les laissent à se demander ce qui est arrivé à Chloe et Eli. Eli et Chloe continuent leur exploration du vaisseau. Eli plaisante en disant que porter une personne blessée sur le Destinée est un super exercice et qu'ils devraient le faire chaque semaine. Chloe lui dit qu’il est un super ami et Eli dit qu’il ne peut pas faire partie de ces gens-là, comme quelqu’un qui accepterait toutes ses invitations en amis sur Facebook. Distrait par la conversation, il ouvre la porte d'à côté où se trouve une brèche du bouclier dans la coque, ce qui les attire dans la pièce, mais Eli arrive à refermer la porte avant qu’ils ne soient tous deux aspirés.
Scott est inquiet à propos de Chloe, mais Greer l'assure qu'Eli protégera Chloe de sa vie. Greer dit à Scott de rester concentré sur la mission et d'avoir la foi en Young lorsqu’il donnera l'ordre final qui les mènera à la victoire. Scott ne sait pas comment Greer peut être si sûr de cela, mais Greer lui dit simplement d'apprendre comment. Varro est maintenant réveillé et remercie TJ pour l’avoir soigné. Mais elle dédaigne sa gratitude, disant qu'elle l'aurait fait pour n’importe qui. Il essaye de continuer, mais elle insiste en disant qu'elle a été debout trop longtemps et qu’elle veut finir de soigner les blessés.
Eli et Chloe arrivent à la fin de leur exploration du vaisseau. Chloe dit qu’elle n’a jamais eu de vrais amis avant Eli. Elle se demande pourquoi Eli ne se satisfait pas de cette amitié profonde. Eli cherche ses mots pour exprimer que ce qu'il éprouve pour elle est différent et on devine que c'est de l'amour, mais Chloe le coupe avec un « je sais ». Eli trouve alors une console active qu'il utilise pour contacter la salle de contrôle. L'équipe scientifique a inventé un plan pour protéger le vaisseau. Les boucliers des côtés du Destinée étant sévèrement exposés aux radiations du pulsar, sont épuisées, mais les boucliers des autres côtés n’étant pas exposés à ces mêmes radiations, en envoyant la puissance d'un côté à l'autre, cela donnera du temps pour réparer le moteur VSL. Cependant, sans accès aux systèmes principaux, les émetteurs doivent être remis en marche manuellement depuis l'extérieur du vaisseau, sur la coque. Scott et Greer se préparent à aller à l'extérieur du Destinée. Rush leur dit que c'est une tâche simple et Greer demande pourquoi Rush ne le fait pas. Il déclare sarcastiquement que si Greer peut réparer le moteur VSL pendant qu’il travaille, alors il s’en chargera.
Avant que Scott et Greer ne puissent y aller, il y a un autre problème : Kiva contrôle cette partie du vaisseau où se trouve la brèche dans la coque qui est la plus proche des émetteurs. Wray parle du problème à Kiva, et celle-ci exige alors le contrôle total du vaisseau en échange de sa coopération. Telford retourne dans le couloir où l'homme a été vaporisé et prend une radio cachée pour contacter Young. Il convainc Young de transférer le contrôle à Kiva. En ayant Rush et Brody à un poste de commande auxiliaire, il pourra transférer le contrôle vers eux à la première occasion. Une fois que l'Alliance aura conduit les otages dans un secteur, ils pourront bloquer les sections autour des otages, les protégeant.
Young consent à livrer le contrôle du vaisseau, à condition qu'aucune personne ne soit blessée. Kiva accepte la condition. Rush et Brody se préparent à partir et reçoivent alors un message d'Eli. Incapables de faire quoi que ce soit dans l'immédiat, Rush et Brody prennent congé. Lisa Park transfère le contrôle à Kiva. Un message est envoyé à Eli, lui disant de ne pas bouger.
Possédant à présent le contrôle du vaisseau, le groupe de Kiva prend en otage le reste des civils restés cachés dans leurs compartiments et permet à Scott et Greer de pouvoir aller travailler. Ils se frayent un chemin jusqu’à l'émetteur du bouclier et le redémarrent. Varro dit à T.J que le fait qu’il n’y ait pas de coups de feu est un bon signe. Il dit que ses points de suture ont sauté, parce qu’il bouge trop. Il essaye de faire la paix en disant que le vaisseau n’a jamais vraiment appartenu à l'expédition et qu'ils devront s'entendre tous quand les choses se seront arrangées. T.J ne répond pas.
Pendant ce temps, Telford détruit un relai de puissance pour distraire l’attention de l’Alliance. Calvos le rapporte à Kiva, qui va contrôler ce qui s’est produit. Telford ordonne à Calvos d’aller réparer le relai, prenant sa place pour ouvrir les portes. Il commence à transférer les commandes vers Rush et Brody. Kiva le voit en plein action, et ils se tirent tous deux dessus. Ceci arrête le transfert avant qu'il puisse être terminé. Les hommes de Kiva les trouvent tous deux inanimés sur le sol. Kiva est vivante mais sans connaissance. L'état de Telford n'est pas énoncé. Disant qu’un des hommes de Young est peut-être responsable, Dannic prend les commandes et décide de régler le problème en exécutant le personnel militaire.
Sur la coque, Scott et de Greer retournent à la brèche. Cependant, les hommes de Kiva n'ont aucune intention d'abaisser le bouclier afin de les laisser rentrer. Rush prévient Scott par radio, lui indiquant un autre chemin pour rentrer dans le vaisseau, accès qu’ils pourront atteindre s’ils se dépêchent. Eli est près de cet accès, alors Rush l'envoie pour leur ouvrir. Eli leur indique l'endroit où se situe Chloe et s'assure qu’elle va bien avant de partir.
Dans l'infirmerie, Varro demande ce qui se passe par radio. Dannic veut qu’on lui apporte les soldats blessés. T.J refuse immédiatement de traiter Kiva s'ils sont déplacés. Un des marines décide d'attaquer ses ravisseurs. Dans la lutte, plusieurs personnes meurent. Le marine désarme le soldat de l’Alliance, mais il est tué par Varro. Il se penche sur T.J, constatant qu'elle a été touchée à l'estomac.
Scott, Greer et Eli font leur possible pour accéder à l’autre point d'accès rapidement. Chloe tombe sans connaissance en l'absence d'Eli. Le personnel de l’Alliance amène les militaires dans une salle pour les exécuter. Young regarde fixement le plafond et voit que la puissance du vaisseau a encore faibli à la suite d'une autre vague de radiation.

## Distribution
- Robert Carlyle : Dr. Nicholas Rush
- Justin Louis : Everett Young
- Brian J. Smith : Matthew Scott
- Elyse Levesque : Chloe Armstrong
- David Blue : Eli Wallace
- Alaina Huffman : Tamara Johansen
- Jamil Walker Smith : Ronald Greer
- Julia Anderson : Vanessa James
- Ming-Na : Camile Wray
- Jeffrey Bowyer-Chapman : Darren Becker
- Mark Burgess : Jeremy Franklin
- Patrick Gilmore : Dale Volker
- Peter Kelamis : Adam Brody
- Jennifer Spence : Lisa Park